# Instituto Cubano de Radio y Televisión
El Instituto Cubano de Radio y Televisión o ICRT fue un organismo perteneciente al Estado Cubano que se encargaba del control de todas las emisoras de radio y televisión. Fue fundado en 1962 y en 2021 fue reemplazado por el Instituto de Información y Comunicación Social.

## Historia

Logotipo del ICRT entre 1962 y 2006

La República de Cuba fue uno de los primeros países de América en contar con servicios de radio y televisión. En 1922, bajo la colaboración de la compañía estadounidense International Telephone and Telegraph, se monta la primera emisora de radio en el país (2LC), que comenzaría a funcionar el 22 de agosto de ese mismo año. Sin embargo, las primeras emisiones regulares corrieron a cargo de la PWX el 10 de octubre, con la emisión de un discurso del entonces presidente Alfredo Zayas. La radio se desarrolló en el país por parte de la iniciativa privada, y basando su programación en la información y entretenimiento.
La popularidad de la radio propició el lanzamiento y desarrollo de emisoras de televisión, en un clima de competencia entre dos empresarios cubanos que estaban respaldados por compañías estadounidenses: Gaspar Pumarejo por DuMont y Goar Mestre por RCA Victor. Mestre comenzó la construcción de un edificio de transmisiones llamado Radio Centro, inspirado en el Radio City de Nueva York, mientras que Gaspar Pumarejo llegó a improvisar unos estudios de televisión en su propia casa para intentar ser el primero.
Al final el Canal 4 de Unión Radio Televisión, propiedad de Pumarejo, comenzó sus emisiones el 24 de octubre de 1950 con una alocución del presidente Carlos Prío desde el Palacio Presidencial de La Habana. Mestre comenzó las emisiones del Canal 6 de CMQ el 18 de diciembre de ese mismo año, y ambas cadenas desarrollarían una programación similar a la radiofónica, a la que se sumarían acontecimientos deportivos en directo y eventos especiales. El 18 de febrero de 1953 surgió el Canal 2 de Telemundo.
Con el triunfo de la Revolución Cubana en 1959 el nuevo gobierno aplica una serie de medidas que afectan a los medios de comunicación del país, y se produce el nacimiento de Radio Rebelde el 24 de febrero. Durante los primeros años existe una división entre los principales medios de comunicación de Cuba, creados a partir de capital privado y contrarios a la nueva situación política, y una serie de pequeños emisores de radio, que se agruparon en torno al Frente Independiente de Emisoras Libres (FIEL) y apoyaban la revolución, por lo que fueron reconocidas por el nuevo gobierno como oficiales y rectores de la radio y la televisión. El gobierno crea una Oficina de Radiodifusión, anexa al Ministro de Comunicaciones y atendida por la Dirección Política, y se intervienen o estatalizan empresas como las pertenecientes a la familia Mestre (1960).
El 24 de mayo de 1962 mediante la Ley n.º 1030 se crea el Instituto Cubano de Radiodifusión, por el que todas las emisoras del país pasan a ser controladas por el Consejo de Ministros y deben cumplir una serie de valores establecidos por el gobierno. Bajo el nuevo organismo cambian los nombres de algunas emisoras y se trata de extender la cobertura de radio y televisión a todo el país. En 1975 el organismo cambia su nombre al de Instituto Cubano de Radio y Televisión pero mantiene las mismas atribuciones.
El 24 de agosto de 2021 fue reemplazado por el Instituto de Información y Comunicación Social.

## Presidentes
- Marcos Isaac Behmaras Suárez (1962-1966)
- Jorge Serguera (1967-1974)
- Nivaldo Herrera (1976-1985)
- Ismael González (1985-1990)
- Enrique Román (1990-1999)
- Ernesto López Domínguez (1999-2009)
- Danylo Sirio López (2009-2016)
- Alfonso Noya Martínez (2016-2021)

## Organización
Desde su creación, el Instituto Cubano de Radio y Televisión de divide en dos organismos, los cuales se encargan del controlar, fiscalizar, controlar, analizar y organizar el proceso creativo y de desarrollo de la radiodifusión en la isla.
- Radio Cubana: Es el ente encargado de organizar a las distintas radioemisoras presentes en Cuba. Tiene bajo su control a todas las emisoras de carácter nacional, provincial y local, así como Radio Habana Cuba, que es de carácter internacional.

- Televisión Cubana: Es el ente encargado de organizar a las distintas televisoras del país, Tiene bajo su control a todos canales con cobertura nacional y provincial, así como Cubavisión Internacional. El Sistema Informativo de la Televisión Cubana, es una vicepresidencia subordinada directamente al Presidente del ICRT y es el que se encarga de la realización de todos los informativos que se transmiten por los canales nacionales, así como de la programación deportiva.

## Canales

### Radio

#### Nacionales
- Radio Rebelde
- Radio Progreso
- Radio Taíno
- Radio Reloj
- CMBF Radio Musical Nacional
- Radio Enciclopedia
- Habana Radio

#### Internacionales
- Radio Habana Cuba, desde La Habana. Perfil informativo, cultural, musical. Transmite en nueve idiomas.

#### Provinciales
- Radio Ciudad de La Habana, La Habana. Perfil informativo, cultural y variado.
- Radio Metropolitana, La Habana. Perfil informativo, cultural y variado.
- Radio COCO, La Habana. Perfil informativo, deportivo y musical.
- Radio Cadena Habana, La Habana. Perfil musical, cultural y variado.
- Radio Guamá, Pinar del Río. Perfil informativo, cultural y variado.
- Radio Artemisa, Artemisa. Perfil informativo, cultural y variado.
- Radio Mayabeque (Antiguo radio Güines), Mayabeque. Perfil informativo, cultural y variado.
- Radio 26, Matanzas. Perfil informativo, cultural y variado.
- CMHW, Villa Clara. Perfil informativo, cultural y variado.
- Radio Ciudad del Mar, Cienfuegos. Perfil informativo, cultural y variado.
- Radio Sancti Spiritus, Sancti Spíritus. Perfil informativo, cultural y variado.
- Radio Surco, Ciego de Ávila. Perfil informativo, cultural y variado.
- Radio Cadena Agramonte, Camagüey. Perfil informativo, cultural y variado.
- Radio Victoria, Las Tunas. Perfil informativo, cultural y variado.
- CMKO Radio Angulo, Holguín. Perfil informativo, cultural y variado.
- Radio Bayamo, Granma. Perfil informativo, cultural y variado.
- CMKC Radio Revolución, Santiago de Cuba. Perfil informativo, cultural y variado.
- Radio Trinchera, Guantánamo. Perfil informativo, cultural y variado.

También cuenta con una serie de emisoras locales o municipales.

### Televisión

#### Las cadenas de ámbito nacional actuales son las siguientes
- Cubavisión (conocida como CMQ hasta 1962 y como Canal 6 hasta 1988)
- Tele Rebelde (conocido como Canal 2 hasta 1982)
- Canal Educativo (Creado en 2001)
- Canal Educativo 2 (conocido como CE2) (Creado en 2004)
- Multivisión (Creado en 2008)
- Canal Clave (Creado en 2016)
- Mi TV (conocido como Canal Infantil, (creado en 2016)
- Canal Caribe (conocido como Canal HD-1) (Creado en 2017)
- Cubavisión+ (creado en 2018)

Además cuenta con cadenas de carácter provincial. Cuenta con un canal internacional llamado Cubavisión Internacional, que emite a través del satélite Astra, Hispasat (1C/1D) y Eutelsat.
Cada provincia tiene un canal provincial (comunitario), en algunos municipios también hay canales regionales y varias corresponsalías que, aparte de tributar para la televisión nacional cubana y los canales provinciales, también trasmiten una hora semanal en sus propios canales comunitarios.

#### Canales de televisión provinciales
- Televisión Camagüey (Televisión Camagüey es el principal canal de TV de la provincia Camagüey. Conocido también como tvcamaguey trasmite por el Canal 4 y el 49 pero su origen se remonta al año 1959 cuando se inauguró el Canal 11, fue el primer canal de televisión fuera de la capital cubana, se conocía también como el Canal de Don Pancho. TV Camagüey reinició sus transmisiones el 24 de junio de 1984 como uno de los primeros cinco telecentros creados por las Revolución. Tiene programación variada y es uno de los más importantes de Cuba.
- Canal Habana (Canal de Televisión de La Habana)
- Centrovisión Yayabo (Canal de Televisión en La Habana de Sancti Spíritus)
- Tele Cubanacan (Canal de Televisión en La Habana de Santa Clara)
- Perla Vision (Canal de Televisión en Cienfuegos)
- Isla Vision (Canal de Televisión en la Isla de la Juventud)
- TV Yumurí (Canal de Televisión en Matanzas)
- CNCTV (Canal de Televisión en Granma)
- Visión Tunera (Canal de Televisión en Las Tunas)
- Sol Vision (Canal de Televisión en Guantánamo)
- TV Ávila (Canal de Televisión en Ciego de Ávila)
- TV Santiago (Canal de Televisión en Santiago de Cuba)
- Telecristal (Canal de Televisión en Holguín)
- Tele Pinar (Canal de Televisión en Pinar del Río)